# Hans Mathias Fenger
Hans Mathias Fenger, född 1850, död 1930, var en dansk präst. Han var syssling till Ludvig Fenger.
Hans Mathias Fenger blev prost vid Holmens Kirke 1900, kunglig konfessionarius 1915, var verksam i Indre Missions arbete i Köpenhamn och ledamot av flera kyrkliga och filantropiska föreningar. Han utgav bland annat Bidrag till Hans Egedes og den grønlandske Missions Historie (gradualavhandling 1879), Erindringer fra mit Liv (1925) samt predikningar.